# Taungngu
Taungngu (ang. Taungoo) – miasto w południowej Mjanmie, w okręgu Pegu. Według danych szacunkowych na rok 2007 liczy 110 937 mieszkańców. Ośrodek przemysłowy.